# Chimarra platyrhina
Chimarra platyrhina är en nattsländeart som beskrevs av Oliver S. Flint Jr. 1981. Chimarra platyrhina ingår i släktet Chimarra och familjen stengömmenattsländor. Inga underarter finns listade i Catalogue of Life.